# Paralaudakia himalayana
Paralaudakia himalayana là một loài thằn lằn trong họ Agamidae. Loài này được Steindachner mô tả khoa học đầu tiên năm 1867.